# Calycibidion turbidum
Calycibidion turbidum är en skalbaggsart som beskrevs av Dilma Solange Napp och Martins 1985. Calycibidion turbidum ingår i släktet Calycibidion och familjen långhorningar. Inga underarter finns listade.